# Raymond Jeremy
Raymond Jeremy   (22 de novembre de 1890 - 12 de març de 1969) va ser un violista britànic, conegut per la seva interpretació de quartet, especialment les primeres interpretacions del quartet de corda i el quintet amb piano d'Edward Elgar. Va ser professor de violí i viola a la Royal Academy of Music de Londres i va ensenyar al violista Watson Forbes.

## Biografia
Raymond Jeremy va néixer a Laugharne, Gal·les el 1890. La seva primera instrucció sobre el violí va ser a Gal·les amb Oliver Williams. Després de tres anys d'estudi amb Williams, Jeremy va rebre la beca "Ada Lewis" per estudiar a la Royal Academy of Music de Londres, on el seu professor de violí era Hans Wessely. Durant el seu darrer any a l'acadèmia, va conèixer Lionel Tertis i es va dedicar a la viola. Mentre estava a la Royal Academy of Music, Jeremy va guanyar dues vegades el premi Charles Rube per tocar en conjunt.
Jeremy va tocar a l'Orquestra Simfònica de Thomas Beecham el 1910, quan les noves òperes Elektra i Salomé de Richard Strauss van rebre les seves primeres actuacions a Gran Bretanya. També va tocar a la Queen's Hall Orchestra de Sir Henry Wood.
Jeremy va tocar amb nombrosos conjunts al llarg de la seva carrera com el Kutcher String Quartet, el Quartet Internacional, el Quartet Allied, el Quartet Filharmònic, el London Piano Quartet el Quartet Virtuoso, el Meredyll Quartet, l'Harp Ensemble, el Spencer Dyke Quartet, el British String Quartet, el Sybil Eaton Quartet i el Henkel Piano Quartet. També va acompanyar altres quartets de corda com el London String Quartet i el Stratton Quartet.